# Neotheronia matamorosi
Neotheronia matamorosi là một loài tò vò trong họ Ichneumonidae.